# Xã Union, Quận Washington, Pennsylvania
Xã Union (tiếng Anh: Union Township) là một xã thuộc quận Washington, tiểu bang Pennsylvania, Hoa Kỳ. Năm 2010, dân số của xã này là 5.700 người.